# KKR 25
KKR 25 est une galaxie naine sphéroïdale du Groupe Local distante de 1,93 Mpc de la Voie Lactée et principalement formée d'étoiles vieilles. Sa particularité est d'être très isolée par rapport aux galaxies telles que la Voie Lactée.

## Propriétés générales
KKR 25 fut découverte en 1999 comme possible galaxie naine du Groupe local par trois chercheurs qui lui donnèrent son nom (Karachentseva, Karachentsev, Richter). Elle fut définitivement associée au Groupe Local après une détermination assez précise de sa distance .
Une étude utilisant la caméra WFPC2 du télescope spatial Hubble a révélé que sa principale activité de formation stellaire a eu lieu il y a 12,6-13,7 milliards d'années. En conséquence de quoi, près de 60 % de sa masse stellaire fut formé durant cette période. Les étoiles observées sont à dominante pauvre en métaux avec une valeur de métallicité [Fe/H] entre -1 et -1,6.
Concernant sa morphologie, KKR 25 a une ellipticité de 0.51. Son profil de luminosité suit une loi de décroissance exponentielle comme pour les galaxies spirales avec un rayon caractéristique de 156 ± 11 pc.
KKR25 semble être dépourvue de gaz neutre HI.

## Position dans le Groupe local
La particularité importante de KKR 25 est d'être une galaxie naine sphéroïdal très isolée. Elle est distante de près de 1,9 Mpc du Groupe Local et par là même de la Voie lactée et de la galaxie d'Andromède. Elle est aussi distante des autres Groupe avoisinant le Groupe local. De ce fait, sa distance au groupe de M81, le plus proche du Groupe local, est de 2,56 Mpc. Cela détonne d'avec la grande majorité des galaxies naines sphéroïdales qui sont à moins de 0,3 Mpc soit de la Voie lactée soit de la galaxie d'Andromède. Elle rejoint en cela le petit cercle des galaxies naines sphéroïdales isolé du Groupe Local telles que la galaxie naine de la Baleine et celle du Toucan.